# جيمس باركر (منافس ألعاب قوى)
جيمس باركر (بالإنجليزية: James Parker)‏ هو منافس ألعاب قوى أمريكي، ولد في 3 ديسمبر 1975.

## وصلات خارجية
- جيمس باركر على موقع الاتحاد الدولي لألعاب القوى (الإنجليزية)
- جيمس باركر على موقع اللجنة الأولمبية الدولية (الإنجليزية)
- جيمس باركر على موقع أوليمبيديا (الإنجليزية)
- جيمس باركر على موقع اللجنة الأولمبية والبارالمبية الأمريكية (الإنجليزية)